# NGC 1432
NGC 1432 је рефлексиона маглина у сазвежђу Бик која се налази на NGC листи објеката дубоког неба.
Деклинација објекта је + 24° 22' 6" а ректасцензија 3h 45m 49,5s. Привидна величина (магнитуда) објекта NGC 1432 износи 14,2. NGC 1432 је још познат и под ознакама LBN 772, Maja nebula Maia.